# Zakłady Górnicze Trzebionka
Zakłady Górnicze Trzebionka (do 1976 roku Zakłady Górnicze Chrzanów) – nieistniejące polskie przedsiębiorstwo, działające od 1950 do 2013 roku , z siedzibą w Trzebini .
W skład zakładów wchodziły zlikwidowane głębinowe kopalnie rud cynku i ołowiu: Matylda, Jaworzno i Trzebionka.

## Geologia
Kopalnie znajdowały się we wschodniej części niecki chrzanowskiej . 
Rudy cynku i ołowiu występują w węglanowych utworach triasowych, w pakiecie warstw dolnego wapienia muszlowego o grubości około 40 metrów. Kruszce występują w warstwach, tzw. horyzontach rudnych, w formie ławic, żył i okruszcowanych brekcji .
Oprócz rud metalicznych w złożach eksploatowanych przez kopalnię występował także węgiel brunatny.

## Tło historyczne

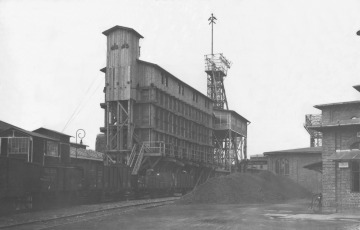
Kopalnia Matylda, wieża wyciągowa szybu Lidy i płuczka, 1916 r.

Pierwsze próby górnictwa kruszcowego w okolicach Trzebini, Chrzanowa i Jaworzna sięgają około XIII wieku .
Galman wykorzystywany do produkcji mosiądzu wydobywano w rejonie chrzanowskim co najmniej od XVI wieku.
Późniejsze istotne działania związane z wydobyciem rud cynku i ołowiu w obszarze chrzanowsko-trzebińsko-szczakowskim zostały podjęte przez Tiele-Wincklerów , którzy założyli około 1850 roku kopalnię Matylda w Kątach, wówczas wsi nieopodal Chrzanowa  (od 1925 roku część Chrzanowa). Kopalnia w okresie międzywojennym działała z przerwami do 1930 roku . Zawartość ołowiu w rudzie wydobywanej ze stosunkowo płytko zalegającego złoża w kopalni Matylda wynosiła około 10%. Ponadto powstała kopalnia galmanu Trzebionka w Trzebini .
W Trzebini znajdowała się również od 1895 roku Huta Jadwiga, która zajmowała się przetwórstwem rudy ołowiu. Huta została zamknięta w 1931 roku, później działała jedynie prażelnia blendy cynkowej oraz zakład produkcji kwasu siarkowego.

## Historia Zakładów Górniczych Trzebionka

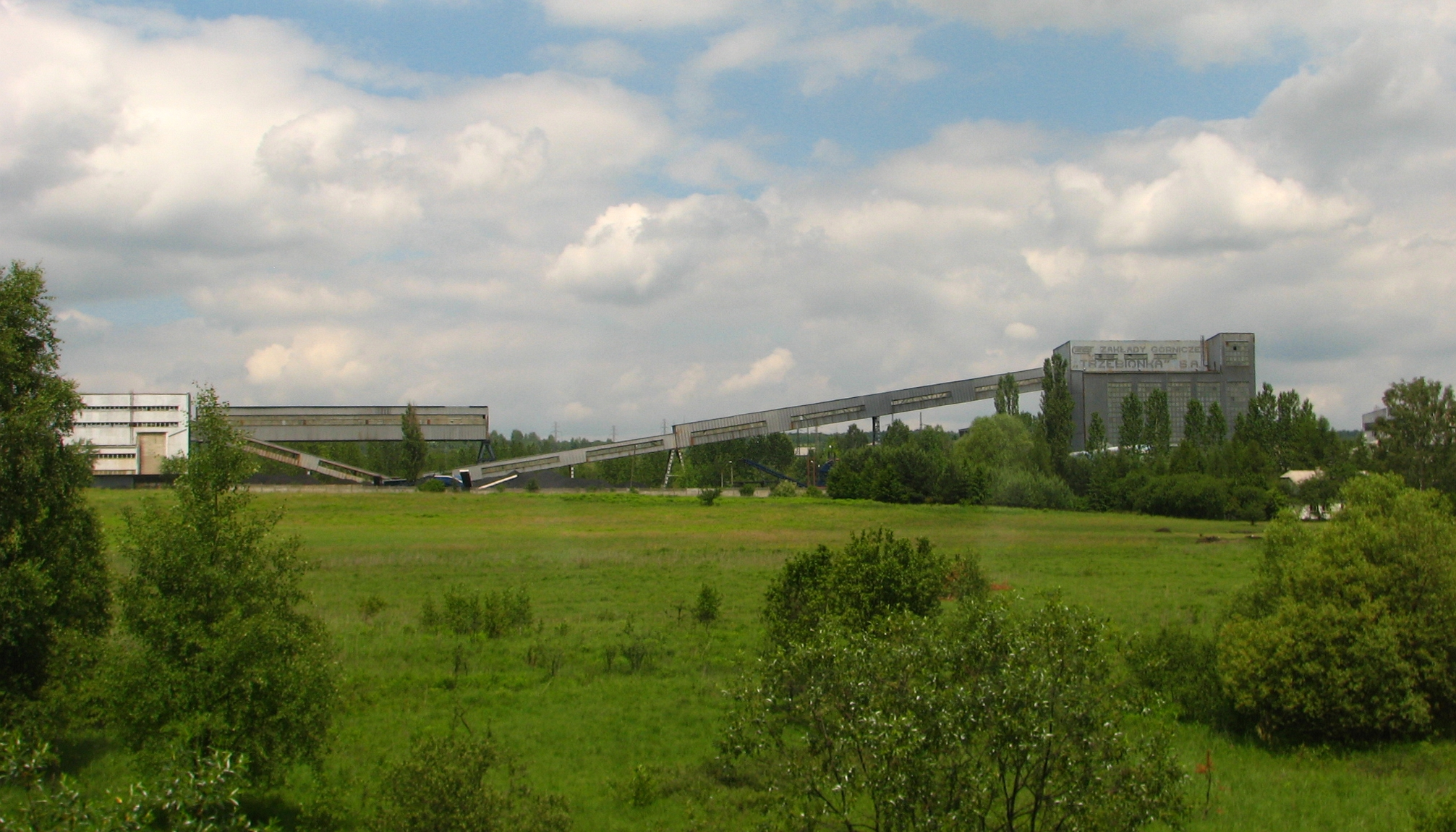
Zabudowania Zakładów Górniczych Trzebionka (2012)

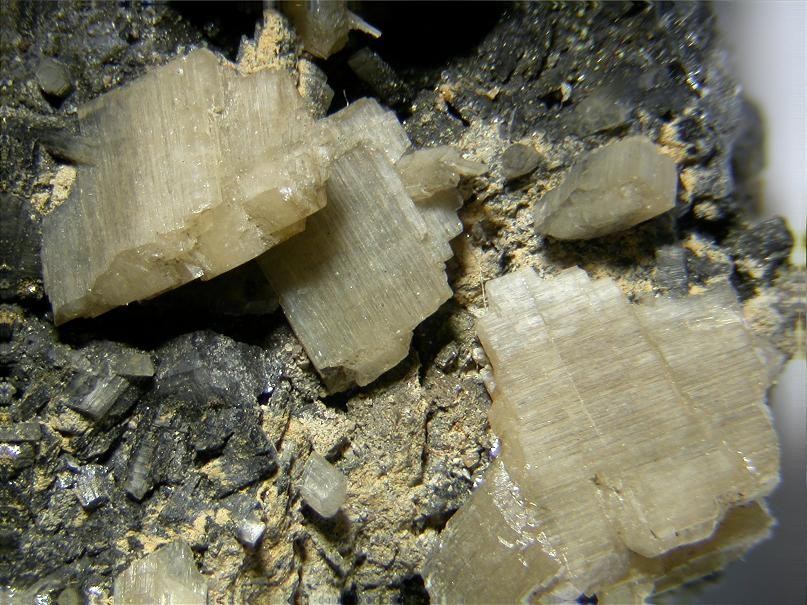
Cerusyt z kopalni Trzebionka

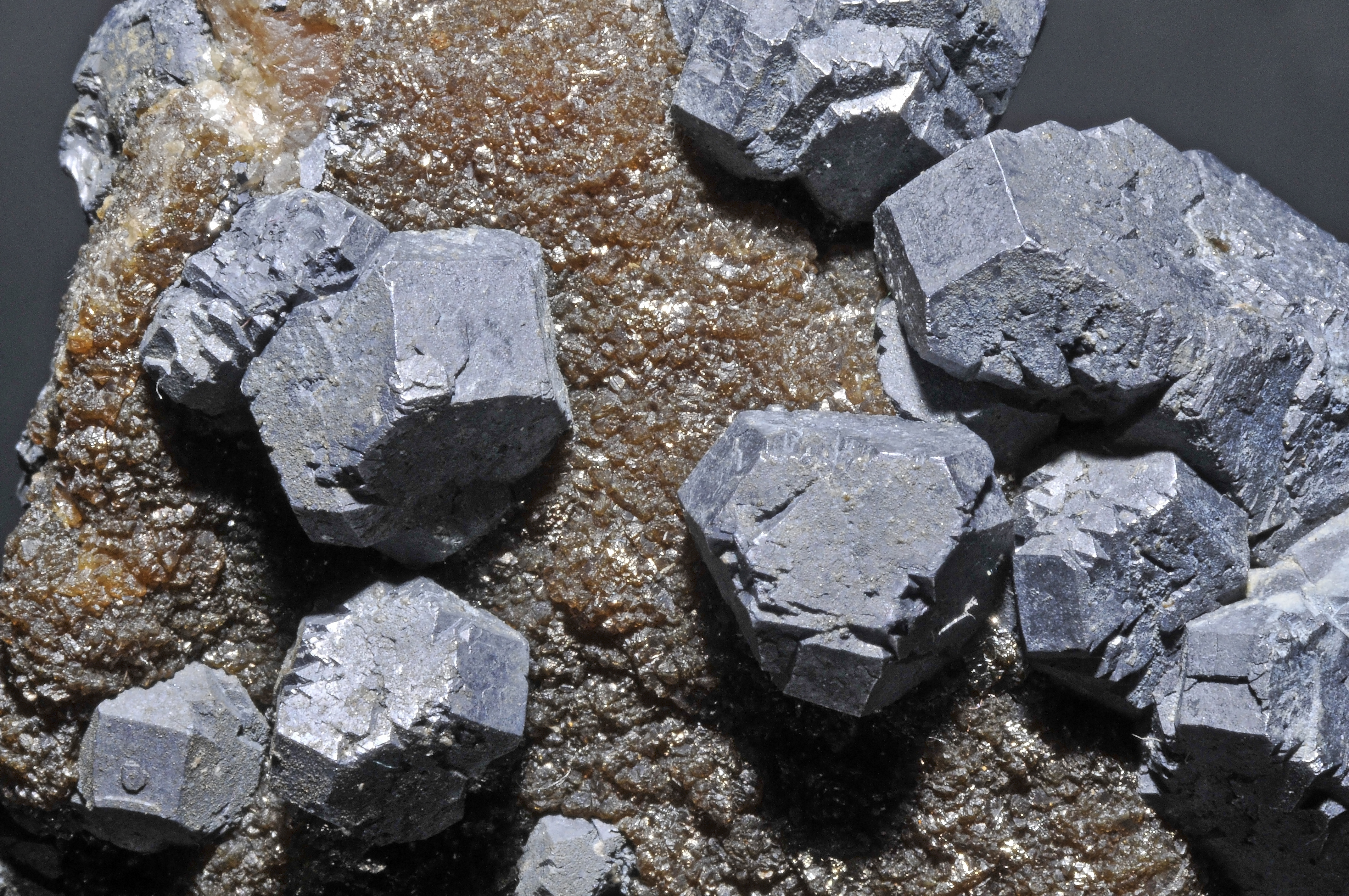
Galena i sfaleryt z kopalni Trzebionka

W 1950 roku powołano Zakłady Górnicze Chrzanów, do których należała kopalnia Matylda w Chrzanowie, a także kopalnia galmanu Jaworzno w Jaworznie oraz późniejsza kopalnia Trzebionka.
Po 1945 roku kopalnia Matylda została upaństwowiona. Eksploatację wznowiono w październiku w 1957 roku .
W 1958 roku zakończono eksploatację w kopalni Jaworzno .
W 1962 roku rozpoczęto budowę kopalni Trzebionka  po stwierdzeniu istnienia drugiego złoża w pobliżu kopalni Matylda .
Kopalnia Trzebionka została oddana do eksploatacji w 1968 roku . Wydobycie odbywało się systemem ścianowym poprzecznym z podsadzką hydrauliczną  w obrębie obszaru górniczego Trzebionka I oraz obszarów Chrzanów, Jaworzno i Balin (piasek podsadzkowy) .
W 1969 roku zakończono rozbudowę kopalni Trzebionka, oddano do użytku nowe obiekty .
Wydobycie w kopalni Matylda zakończono 31 grudnia 1972 roku  . Likwidacja kopalni Matylda na skutek wyczerpania zasobów złoża  została przeprowadzona od 1973 do 1975 roku , jedyną czynną kopalnią w okolicach Trzebini pozostała kopalnia Trzebionka .
W 1976 roku zmieniono nazwę Zakładów Górniczych Chrzanów na Zakłady Górnicze Trzebionka.
W 1992 roku przedsiębiorstwo zostało przekształcone w jednoosobową spółkę Skarbu Państwa .
Decyzja o likwidacji części zakładu zapadła w 1998 roku. W 1999 roku spółka została włączona do Konsorcjum Cywilnoprawnego Śląsk .
Od 2002 roku spółka została postawiona w stan likwidacji .
Kopalnia zakończyła eksploatację w 2009 roku  w związku z wyczerpaniem zasobów złoża.
Po zaprzestaniu wydobycia rozpoczęto likwidację wyrobisk poprzez zatopienie (na skutek wyłączenia pomp odwadniających) otamowanych części kopalni od połowy 2010 roku. Wszystkie szyby, wraz z głównym szybem Włodzimierz, zostały zaadaptowane na piezometry w celu obserwacji procesu zatapiania.
Pozyskane podczas kopalnianej eksploatacji próbki geologiczne zostały przekazane przez likwidowaną kopalnię w 2011 roku do Muzeum w Chrzanowie . Akta kopalni za lata 1961–2004 przekazano do Archiwum Państwowego w Katowicach .
Spółka została zlikwidowana oficjalnie w 2013 roku .
Po zamknięciu kopalni, około 2014 roku firma z Chrzanowa pozyskiwała odpady poflotacyjne z rekultywowanego kopalnianego osadnika (wcześniej stawu osadowego) . Po kopalni Matylda pozostał szyb Józef zamieniony w ujęcie wody.

## Wydobycie
Około 1993 roku wydobycie wynosiło łącznie około 2,1 mln ton rudy. Około 1997 roku wydobycie wynosiło łącznie około 2,3 mln ton rudy, zawierającej 3,5% metalicznego cynku i 1,5–2% metalicznego ołowiu .
W procesie technologicznym uzyskiwano rocznie również kilkaset tysięcy ton tzw. dolomitu płukanego . W 2007 roku udział Zakładów Górniczych Trzebionka w krajowej produkcji kruszyw naturalnych łamanych wyniósł około 2% .